# Cannabicromeno
El cannabicromeno ( CBC ), también llamado cannabicromo, cannanbicromeno, pentilcannabicromeno o cannabinochromeno,  exhibe propiedades antiinflamatorias in vitro, que pueden, teóricamente, contribuir a los efectos analgésicos del cannabis. Es un fitocannabinoide, uno de los cientos de cannabinoides que se encuentran en la planta de Cannabis. Tiene similitud estructural con otros cannabinoides naturales, incluidos el tetrahidrocannabinol (THC), la tetrahidrocannabivarina (THCV), el cannabidiol (CBD) y el cannabinol (CBN), entre otros.  El CBC y los cannabinoles están presentes en el cannabis. No está incluido en el Convenio sobre Sustancias Sicotrópicas .

## Biosíntesis

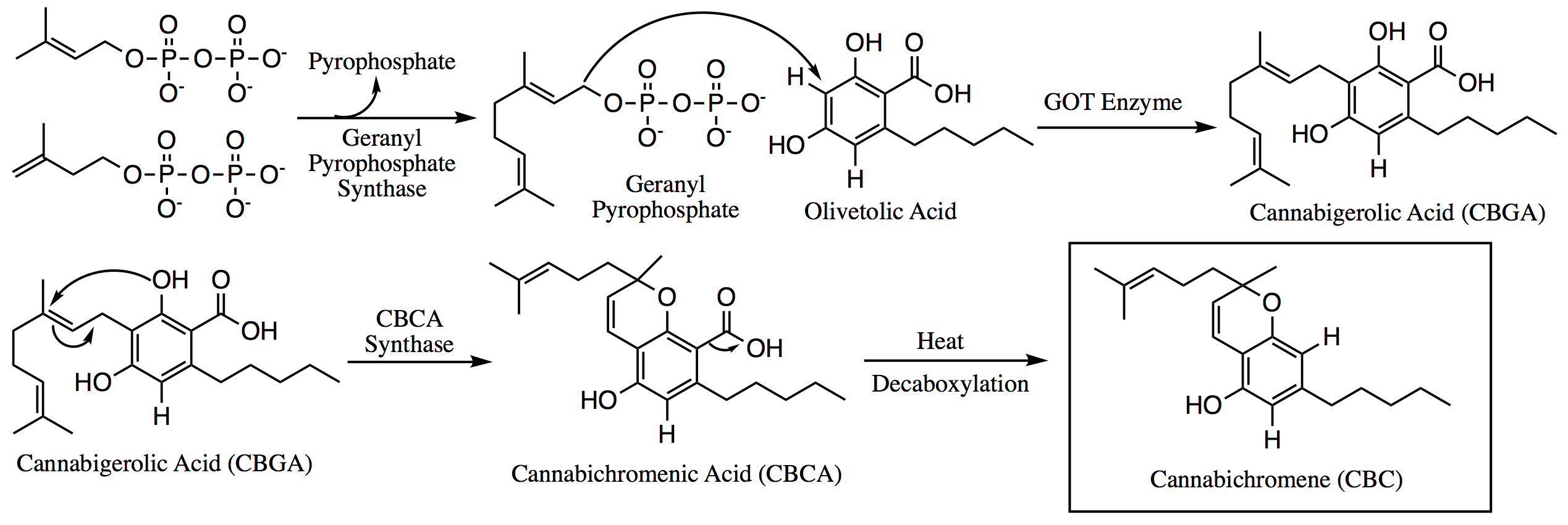
Esquema biosintético del CBC

Dentro de la planta de Cannabis, el CBC se presenta principalmente como ácido cannabicroménico (CBCA, 2-COOH-CBC, CBC-COOH). El pirofosfato de geranilo y el ácido olivetólico se combinan para producir ácido cannabigerólico (CBGA; el único intermediario para todos los demás fitocannabinoides), que es ciclado por la enzima CBCA sintasa para formar CBCA. Con el tiempo, o cuando se calienta por encima de 93 °C, el CBCA se descarboxila, produciendo CBC. Véase también la imagen del esquema biosintético a continuación.[cita requerida]

## Farmacología
Se ha planteado la hipótesis de que el cannabicromeno afecta la psicoactividad del THC, aunque no se han demostrado efectos in vivo. El CBC actúa sobre los receptores TRPV1 y TRPA1, interfiriendo con su capacidad para descomponer los endocannabinoides (sustancias químicas como la anandamida y el 2-AG que el cuerpo crea naturalmente). El CBC ha mostrado efectos antitumorales en xenoplantas de cáncer de mama en ratones. También tiene actividad anticonvulsiva en un modelo de ratón.
In vitro, el CBC se une débilmente a CB1 y CB2 con afinidades de unión de 713 nM y 256 nM, respectivamente, que son significativamente inferiores a los del THC con 35 nM en CB1. actuando como agonista de la estimulación de AMPc y antagonista de la beta-arrestina. Además, el CBC es un agonista de TRPA1 y, con menor potencia, de TRPV3 y TRPV4. El CBC tiene dos estereoisómeros.